# Ленин-Джол (Чуйская область)
Ленин-Джол (кирг. Ленин-Жол) — село в Чуйском районе Чуйской области Кыргызстана. Входит в состав Ибраимовского айылного аймака.

## География
Село расположено в центральной части области, к западу от реки Шамси, на расстоянии приблизительно 12 километров (по прямой) к югу от города Токмак, административного центра района. Абсолютная высота — 1231 метр над уровнем моря.

## Население
Согласно оценочным данным Национального статистического комитета Кыргызской Республики, численность населения села на начало 2023 года составляла 838 человек.
| год     | 2009 | 2014 | 2015 | 2020 | 2021 | 2023 |
| ------- | ---- | ---- | ---- | ---- | ---- | ---- |
| человек | 954  | 900  | 877  | 959  | 965  | 838  |